# Tetragnatha macrops
Tetragnatha macrops är en spindelart som beskrevs av Simon 1907. Tetragnatha macrops ingår i släktet sträckkäkspindlar, och familjen käkspindlar.
Artens utbredningsområde är Principe. Inga underarter finns listade i Catalogue of Life.